# Metropolia Saurimo
Metropolia Saurimo – jedna z 5 metropolii kościoła rzymskokatolickiego w Angoli. Została ustanowiona 12 kwietnia 2011.

## Diecezje
- Archidiecezja Saurimo
  - Diecezja Dundo
  - Diecezja Lwena

## Metropolici
- abp José Manuel Imbamba (od 2011)